# Prisma pentagrámico
En la geometría, el prisma pentagrámico es una figura en un conjunto infinito de prismas no convexos formados por lados cuadrados y dos tapas polígonales regulares estrelladas, en este caso dos pentagramas.
Tiene 7 caras, 15 aristas y 10 vértices. Este poliedro está indexado con el nombre U78 como un poliedro uniforme.
Es un caso especial de un prisma recto con un pentagrama como base, el cual en general tiene caras rectangulares como lados.
Cabe notar que las caras pentagrámicas tienen un interior ambiguo porque se intersecan a sí mismas. Las regiones pentagonales centrales pueden ser consideradas como interiores o exteriores dependiendo de cómo se defina el interior. Una definición del interior es el conjunto de puntos que tienen un rayo que cruza la frontera un número impar de veces antes de escapar del perímetro.
En cualquier caso, es mejor mostrar el perímetro pentagonal para distinguir a estas caras de decágonos cóncavos.

## Galería
| Una representación alternativa con pentagramas huecos. | La bipirámide pentagrámica es el dual al prisma pentagrámico. |